# Božena Vrbatová-Krajčová
Božena Vrbatová-Krajčová (provdaná Vrbatová, 1916 ? Zlín – 2011) byla česká sportovní a akrobatická pilotka letadel a kluzáků, průkopnice zastoupení žen v letectví. Byla rovněž jednou z prvních držitelek pilotního průkazu na Moravě a roku 1946 se stala první československou akrobatickou pilotkou. Po nástupu komunistického režimu v Československa uletěla odcizeným letadlem v červenci 1949 se svým budoucím manželem do Spolkové republiky Německo.

## Život

### Mládí
Narodila se nejspíš ve Zlíně. Po vychození obecné školy začala pracovat Baťových obuvnických závodech. Roku 1937 se s dovršením věku 21 let stala členkou zlínské pobočky Masarykovy letecké ligy, absolvovala letecký výcvik na motorovém letounu a následně obdržela pilotní průkaz. Spolu s ní působily v klubu i další pilotky, například Anna Štěpánková-Železníková či Leopolda Veletová, roku 1936 první československá ženská posádka na oficiálním klubovém závodu.
Po dobu okupace Československa pracovala v oddělení Baťových závodů Zlínská letecká a.s. v Otrokovicích.

### Letecká akrobacie
Po skončení druhé světové války se Krajčová dále se věnovala sportovnímu létání a propagačních akcí zlínského aeroklubu, nadále pracovala v leteckém oddělení, po únoru 1948 fungující pod nástupnickým národním podnikem Svit Gottwaldov. Roku 1946 absolvovala akrobatický letecký výcvik pod vedením pilota Šťastného, čímž se stala první akrobatickou pilotkou v historii československého letectví. Téhož roku je připomínána také účast na leteckém závodu u příležitosti 1. máje 1946, ve kterém zvítězila, jako jediná žena z posádky všech 13 soutěžících letounů. V letech 1946 až 1949 se pak zúčastnila řady leteckých dnů se svým akrobatickým programem, mj. na stroji Zlín Z 281.

### Emigrace
Společenská atmosféra po komunistickém převratu roku 1948 vedla Krajčovou a jejího přítele Františka Vrbatu k myšlenkám o emigraci, která se díky přístupu k letadlům jevila jako proveditelná. Již v dubnu 1949 emigrovali z letiště Leteckého oddílu Svit Valašské Meziříčí piloti Karel Rada a politicky pronásledovaný bývalý letec čs. perutí RAF František Peřina s manželkou. Krajčová s Vrbatou pak provedli útěk ze země 21. července 1949 v letounu Zlín Z 181 z meziříčského Leteckého oddílu, po několikahodinovém letu přes území Moravy a jižních Čech bezpečně přistáli na území Německa, kde následně zažádali o politický azyl.
Posléze uzavřeli sňatek a odstěhovali se do Austrálie, kde se usadili.

### Úmrtí
Božena Vrbatová-Krajčová zemřela roku 2011, ve věku 94 nebo 95 let. Pohřbena byla na hřbitově ve zlínské části Kostelec.